# Limnocentropus insolitus
Limnocentropus insolitus är en nattsländeart som beskrevs av Georg Ulmer 1907. Limnocentropus insolitus ingår i släktet Limnocentropus och familjen Limnocentropodidae. Inga underarter finns listade i Catalogue of Life.